# اچ‌دی ۱۷۰۶۵۷
اچ‌دی ۱۷۰۶۵۷ یک ستاره است که در صورت فلکی کمان قرار دارد.